# Cratere Agloolik
Agloolik è un cratere sulla superficie di Callisto.